# Aklys
Die Aklys (lateinisch Aclys, altgriechisch ἀγκύλη ankýlē, deutsch ‚Wurfspieß‘) war ein italischer Speer, der in der Antike im Römischen Reich eingesetzt wurde.

## Beschreibung und Verwendung
Dieser Speer war aus dünnem Holz und mit einer eisernen, kleinen Spitze versehen. Er wurde zum Werfen benutzt und musste deswegen sehr leicht sein. Geworfen wurde er mit einem Lederriemen, dem so genannten amentum. In der Mitte der Stange war ein vorstehender Holzpflock, an dem der Lederriemen befestigt wurde. Die Aklys ähnelte dem hasta ansata, einem Speer, der ebenfalls mit dem amentum geschleudert wurde.
Verwendet wurde die Aklys von leichtbewaffneten Plänklern, bei eventuellen Nahkämpfen auch zum Stechen.

## Geschichte
Die Aklys kam ursprünglich vom Volk der Osker, einem Stamm in Süditalien. In die römische Armee kam es im 3. Jh. v. Chr., gerade rechtzeitig, um in den Punischen Kriegen verwendet zu werden. In dieser Zeit war dieser Speer auch sehr effektiv gegen die mächtige karthagische Kavallerie. Die Aklys verschwand im 1. Jh. v. Chr. von den Schlachtfeldern.